# Pachastrellidae
Pachastrellidae is een familie van sponsdieren uit de klasse van de Demospongiae (gewone sponzen). 

## Geslachten
- Acanthotriaena Vacelet, Vasseur & Lévi, 1976
- Ancorella Lendenfeld, 1907
- Brachiaster Wilson, 1925
- Characella Sollas, 1886
- Nethea Sollas, 1888
- Pachastrella Schmidt, 1868
- Triptolemma de Laubenfels, 1955